# ABBA – The Album
ABBA – The Album ist das fünfte Studioalbum der schwedischen Popgruppe ABBA. Es erschien im Dezember 1977 und enthält neben den Singleauskopplungen The Name of the Game, Take a Chance on Me und Eagle auch Thank You for the Music, das zu den bekanntesten ABBA-Songs zählt.

## Entstehung

### Anfänge 1976 und Beginn der Aufnahmesessions 1977
Die Ursprünge dieses Albums gehen bis Ende 1976 zurück, als sich die Gruppe bereits in den Vorbereitungen zu ihrer Konzerttournee durch Europa und Australien befand. Die beiden Komponisten der Gruppe, Björn Ulvaeus und Benny Andersson, hatten zu dieser Zeit erstmals die Idee, ein Musical zu schreiben, um es als „Special“ auf den Konzerten aufzuführen. Das Ergebnis war The Girl with the Golden Hair, das mit einer Länge von etwa 20 Minuten und vier darin enthaltenen Songs gut in ein Konzertprogramm passte.
Nachdem die äußerst erfolgreiche Tournee im März 1977 zu Ende gegangen war, begannen Andersson und Ulvaeus im April 1977 mit der Komposition neuer Songs. Der Aufnahmebeginn wurde allerdings auf einen späteren Zeitpunkt verlegt, da sich die beiden Komponisten zusammen mit ihrem Tontechniker Michael B. Tretow Anfang Mai auf eine Reise nach Los Angeles begaben, um sich nach einer passenden neuen Tonausrüstung umzusehen, die in ihrem geplanten eigenen Aufnahmestudio für zukünftige Projekte zum Einsatz kommen sollte.
Inspiriert von der Atmosphäre an der West Coast der USA, wo zu dieser Zeit unter anderem die Eagles und Fleetwood Mac die Musikszene dominierten, entwickelten Ulvaeus und Andersson die Konzepte für zwei neue Songs, deren Aufnahmen am 31. Mai 1977 begannen. The Name of the Game war einer der ersten Titel, der unter dem Arbeitstitel A Bit of Myself aufgenommen wurde und seinen endgültigen Titel vom ABBA-Manager Stig Anderson bekam, wobei jedoch der Text selbst von Ulvaeus verfasst wurde.
Einen Tag später wurde die Grundspur zu dem zweiten US-inspirierten Song Eagle aufgenommen, der zu diesem Zeitpunkt ebenfalls nur provisorisch mit High High betitelt war. Auch der erste Versuch Thank You for the Music aufzunehmen, fand Anfang Juni 1977 statt, stellte die vier Musiker allerdings nicht zufrieden. Die Leadsängerin Agnetha Fältskog versuchte in dieser Version des Songs, mit ihrer Gesangsdarbietung die US-amerikanische Schauspielerin und Sängerin Doris Day ansatzweise nachzuahmen, weswegen die Aufnahme auch „Doris-Day-Version“ genannt wurde. Sie wurde erstmals 1994 auf einer CD des ABBA-Boxsets Thank You for the Music veröffentlicht und ist seit 2001 auch auf der remasterten CD-Ausgabe des Albums als Bonuslied enthalten.

### Fertigstellung vonABBA – The Movieund Fortsetzung der Aufnahmesessions
Anfang und Mitte Juni 1977 war die Gruppe nicht nur damit beschäftigt, neue Lieder für das kommende Album aufzunehmen, sondern auch damit, noch ausstehende Szenen für ihren Konzertfilm zu drehen, der bis dato noch namenlos war. Unter anderem musste eine Hotelszene gedreht werden, ebenso wie die Musiksequenz mit dem neuen Lied The Name of the Game und die Schlussszene im Aufzug. All diese Dreharbeiten nahmen viel Zeit in Anspruch, weswegen Andersson und Ulvaeus vor Juli 1977 überhaupt nicht mehr dazu kamen, neue Songs zu komponieren. Im Anschluss blieben sie dem Aufnahmestudio eine Zeitlang fern und verbrachten Zeit damit, in ihrem Ferienhaus auf der Insel Viggsö mit der Entwicklung neuer Musikideen fortzufahren.
Am 21. Juli 1977 wurde ein zweiter Versuch unternommen, Thank You for the Music aufzunehmen, der gelang und nach einigen Überarbeitungen zum Endergebnis führte. Auch One Man, One Woman wurde Mitte/Ende Juli aufgenommen und stellte laut Ulvaeus eine Anspielung auf die wahre Ehesituation zwischen ihm und Fältskog dar, womit nach Knowing Me, Knowing You ein weiteres Lied über Schwierigkeiten in der Beziehung gefolgt war. Dieses blieb auf dem Album jedoch das einzige Stück zu diesem Thema.
I’m a Marionette wurde ebenfalls im Juli aufgenommen, und im darauffolgenden Monat arbeitete ABBA bereits an den nächsten Titeln Take a Chance on Me, I Wonder (Departure), Move On und Hole in Your Soul. Letzterer enthielt einige Elemente aus dem Bühnenstück Get on the Carousel, das die Gruppe im Frühjahr auf ihrer Tournee im Rahmen des Musicals gesungen hatte. Get On The Carousel selbst wurde nie im Studio aufgenommen. Unterbrochen wurden die Aufnahmesessions durch die überraschende Tatsache, dass Leadsängerin Anni-Frid Lyngstad Ende August 1977 von ihrem leiblichen Vater erfuhr, der in Deutschland lebte und sie im September erstmals in Stockholm besuchte und kennenlernte. Im Anschluss wurden sämtliche Songs bis zum Ende der Sessions im November noch einigen Überarbeitungen unterzogen, während im Oktober mit The Name of the Game bereits die erste Single aus dem Album erschien.

## Veröffentlichung des Albums
The Name of the Game wurde in 14 Ländern ein Top-10-Hit und hielt sich in Großbritannien vier Wochen an der Spitze der Charts. Allerdings konnte die Single in Australien nicht mit dem Erfolg der früheren Singles mithalten und erreichte dort erst im März 1978 Platz 6. Am 12. Dezember 1977 erschien schließlich die neue LP mit dem Titel ABBA – The Album, der einen Bezug zu ABBA – The Movie herstellen sollte. Der Film feierte am 15. Dezember 1977 in Sydney seine Weltpremiere und knapp zwei Wochen später Premiere in Stockholm. Ursprünglich war sogar geplant, ein Doppelalbum mit Live-Aufnahmen der Konzerte zu veröffentlichen. Am 13. Januar 1978 wurde ABBA – The Album auch international veröffentlicht, nachdem sich die Auslieferung an den Handel zunächst nur auf Skandinavien beschränkt hatte. Zur selben Zeit erschien auch die zweite Singleauskopplung Take a Chance on Me, die im Mai 1978 zum Hit in den USA wurde. Im Mai erschien noch die Single Eagle, die kommerziell gesehen jedoch ein Flop wurde.

## Titelliste

### Original
Seite 1
1. Eagle (Benny Andersson, Björn Ulvæus)
2. Take a Chance on Me (Benny Andersson, Björn Ulvæus)
3. One Man, One Woman (Benny Andersson, Björn Ulvæus)
4. The Name of the Game (Benny Andersson, Björn Ulvæus, Stig Anderson)

Seite 2
1. Move On (Benny Andersson, Björn Ulvæus, Stig Anderson)
2. Hole in Your Soul (Benny Andersson, Björn Ulvæus)
3. The Girl with the Golden Hair – 3 scenes from a mini-musical

A. Thank You for the Music (Benny Andersson, Björn Ulvæus)
B. I Wonder (Departure) (Benny Andersson, Björn Ulvæus, Stig Anderson)
C. I’m a Marionette (Benny Andersson, Björn Ulvæus)

### Bonustitel auf derDeluxe Edition(2007)
- Eagle (Benny Andersson, Björn Ulvæus) (gekürzte Version)
- Take a Chance on Me (Benny Andersson, Björn Ulvæus) (Live-Version)
- Thank You for the Music (Benny Andersson, Björn Ulvæus)(Doris-Day-Version)
- Al Andar (Benny Andersson, Björn Ulvæus, Buddy McCluskey, Mary McCluskey, Stig Anderson) (spanische Version von Move On)
- I Wonder (Departure) (Benny Andersson, Björn Ulvæus, Stig Anderson) (Live-Version)
- Gracias por la Música (Benny Andersson, Björn Ulvæus, Buddy McCluskey, Mary McCluskey) (spanische Version von Thank You for the Music)

## Mitwirkende
- Keyboard: Benny Andersson
- Schlagzeug: Ola Brunkert
- Saxophon, Flöte: Lars O. Carlsson
- Gesang: Agnetha Fältskog
- Perkussion: Malando Gassama
- Bass: Rutger Gunnarsson
- Gesang: Anni-Frid Lyngstad
- Schlagzeug: Roger Palm
- Lead-Gitarre: Janne Schaffer
- Gitarre: Björn Ulvaeus
- Lead-Gitarre: Lasse Wellander

## Singleauskopplungen
| Jahr | Titel B-Seite                             | Höchstplatzierung, Gesamtwochen, AuszeichnungChartplatzierungen (Jahr, Titel, B-Seite, Platzierungen, Wochen, Auszeichnungen, Anmerkungen) | Höchstplatzierung, Gesamtwochen, AuszeichnungChartplatzierungen (Jahr, Titel, B-Seite, Platzierungen, Wochen, Auszeichnungen, Anmerkungen) | Höchstplatzierung, Gesamtwochen, AuszeichnungChartplatzierungen (Jahr, Titel, B-Seite, Platzierungen, Wochen, Auszeichnungen, Anmerkungen) | Höchstplatzierung, Gesamtwochen, AuszeichnungChartplatzierungen (Jahr, Titel, B-Seite, Platzierungen, Wochen, Auszeichnungen, Anmerkungen) | Höchstplatzierung, Gesamtwochen, AuszeichnungChartplatzierungen (Jahr, Titel, B-Seite, Platzierungen, Wochen, Auszeichnungen, Anmerkungen) | Höchstplatzierung, Gesamtwochen, AuszeichnungChartplatzierungen (Jahr, Titel, B-Seite, Platzierungen, Wochen, Auszeichnungen, Anmerkungen) | Anmerkungen |
| Jahr | Titel B-Seite                             | DE | AT | CH | UK | US | SE | Anmerkungen |
| ---- | ----------------------------------------- | --- | --- | --- | --- | --- | --- | ----------- |
| 1977 | The Name of the Game I Wonder (Departure) | DE7 (20 Wo.)DE | AT12 (12 Wo.)AT | CH6 (10 Wo.)CH | UK1 (12 Wo.)UK | US12 (16 Wo.)US | SE2 (18 Wo.)SE |             |
| 1978 | Take a Chance on Me I’m A Marionette      | DE3 (25 Wo.)DE | AT1 (20 Wo.)AT | CH3 (16 Wo.)CH | UK1 (10 Wo.)UK | US3 (18 Wo.)US | — |             |
| 1978 | Eagle Thank You for the Music             | DE6 (19 Wo.)DE | AT17 (12 Wo.)AT | CH7 (11 Wo.)CH | — | — | — |             |

## Kommerzieller Erfolg

### Chartplatzierungen
The Album platzierte sich in insgesamt 15 Ländern in den Top 10 der Charts und erreichte Platz eins in Norwegen, Schweden, den Niederlanden, Großbritannien, Neuseeland, Portugal und Mexiko. The Album erreichte Platz 14 in den US-amerikanischen Billboard 200 und war bis zur Veröffentlichung des Albums Voyage (November 2021), das Platz zwei erreichte, das höchstplatzierte ABBA-Album in den US-Charts.
| ChartsChartplatzierungen       | Höchstplatzierung | Wochen/ Monate |
| ------------------------------ | ----------------- | -------------- |
| Deutschland (GfK)              | 2 (41 Wo.)        | 41 Wo.         |
| Österreich (Ö3)                | 2 (10 Mt.)        | 10 Mt.         |
| Schweden (GLF)                 | 1 (18 Wo.)        | 18 Wo.         |
| Vereinigte Staaten (Billboard) | 14 (41 Wo.)       | 41 Wo.         |
| Vereinigtes Königreich (OCC)   | 1 (61 Wo.)        | 61 Wo.         |

| ChartsJahrescharts (1978) | Platzierung |
| ------------------------- | ----------- |
| Deutschland (GfK)         | 5           |
| Österreich (Ö3)           | 2           |

### Auszeichnungen für Musikverkäufe
In Schweden wurden alleine für den Verkaufsstart 760.000 Exemplare hergestellt und über 750.000 verkauft. In Norwegen brach das Album den Rekord für die meisten Vorbestellungen und verkaufte sich über 210.000 Mal. In Großbritannien wurde es am 13. Januar 1978 veröffentlicht und erhielt bereits zwei Wochen später die Platin-Schallplatte und verkaufte sich zum Zeitpunkt der Veröffentlichung über 1,1 Millionen Mal. In den Vereinigten Staaten erhielt The Album im August 1978 eine Platin-Auszeichnung für eine Million Exemplare und verkaufte sich laut Quellen mehr als 1,3 Millionen Mal. Zudem erzielte die LP in Kanada Doppel-Platin für 200.000 abgesetzte Einheiten.
| Land/Region                  | Auszeichnungen für Musikverkäufe (Land/Region, Auszeichnung, Verkäufe) | Verkäufe  |
| ---------------------------- | ---------------------------------------------------------------------- | --------- |
| Australien (ARIA)            | 10× Platin                                                             | 500.000   |
| Deutschland (BVMI)           | Platin                                                                 | 500.000   |
| Finnland (IFPI)              | Platin                                                                 | 57.618    |
| Hongkong (IFPI/HKRIA)        | Gold                                                                   | 10.000    |
| Kanada (MC)                  | 2× Platin                                                              | 200.000   |
| Niederlande (NVPI)           | Platin                                                                 | 100.000   |
| Norwegen (IFPI)              | —                                                                      | 210.000   |
| Schweden (IFPI)              | —                                                                      | 750.000   |
| Vereinigte Staaten (RIAA)    | Platin                                                                 | 1.300.000 |
| Vereinigtes Königreich (BPI) | Platin                                                                 | 1.125.000 |
| Insgesamt                    | 1× Gold · 17× Platin ·                                                 | 4.852.618 |

Hauptartikel: ABBA/Auszeichnungen für Musikverkäufe